# Dolores Veintimilla
Dolores Veintimilla de Galindo (Quito, 12 de julio de 1829-Cuenca, 23 de mayo de 1857) fue una poeta ecuatoriana del siglo XIX.
Durante su corta vida fue la creadora de poemas de corte romántico que están cargados de elementos que asocian a la mujer con  el papel de víctima asociados con sentimientos de dolor, tales como: tristeza, anhelo del pasado, un amor frustrado, pesimismo, etc. Fue influenciada por la formación de la subjetividad femenina de su época. Su poema "Quejas" está lleno de esos sentimientos que reflejan su estado anímico. El fracaso en su matrimonio con el médico colombiano Sixto Galindo, así como su pensamiento feminista adelantado a la época, marcarían la personalidad y los trabajos posteriores de Dolores. Durante toda su vida se enfrentó al machismo. La persecución e incomprensión de la sociedad cuencana la llevó al suicidio.

## Biografía

### Primeros años
Nació  en el año de 1829 en el seno de una especial aristocracia, fue hija de José Veintimilla y de Jerónima Carrión y Antepara, acomodados residentes en Quito. La vida de la poeta se inserta entonces en un espacio de construcción nacional, que diseñó un nuevo entramado cultural y una nueva red simbólica, dirigida básicamente a los grupos sociales ilustrados y urbanos, para la creación del imaginario de la comunidad nacional. Este nuevo aparato se sustentó en un aparato represivo representado por la Iglesia, tanto por ser parte de una fracción terrateniente, por su participación en el sistema político, así como por su manejo del ámbito ideológico.
En el año de 1837 inició sus estudios en el Colegio Santa María del  Socorro y más tarde en el Convento Santa Catalina de Siena que funcionaba en el edificio del beaterio.  Allí pasó a la escuela bajo la dirección de las madres dominicanas, las cuales estaban a cargo del convento. Es ahí en donde aprendió a leer y a escribir, la doctrina, el catecismo, música, canto, clases de dibujo  y algunas actividades de granja en las que eran expertas las monjas, tales como bordar, tejer, coser y cocinar. Actividades requeridas para una mujer educada de su época.

### Vida familiar

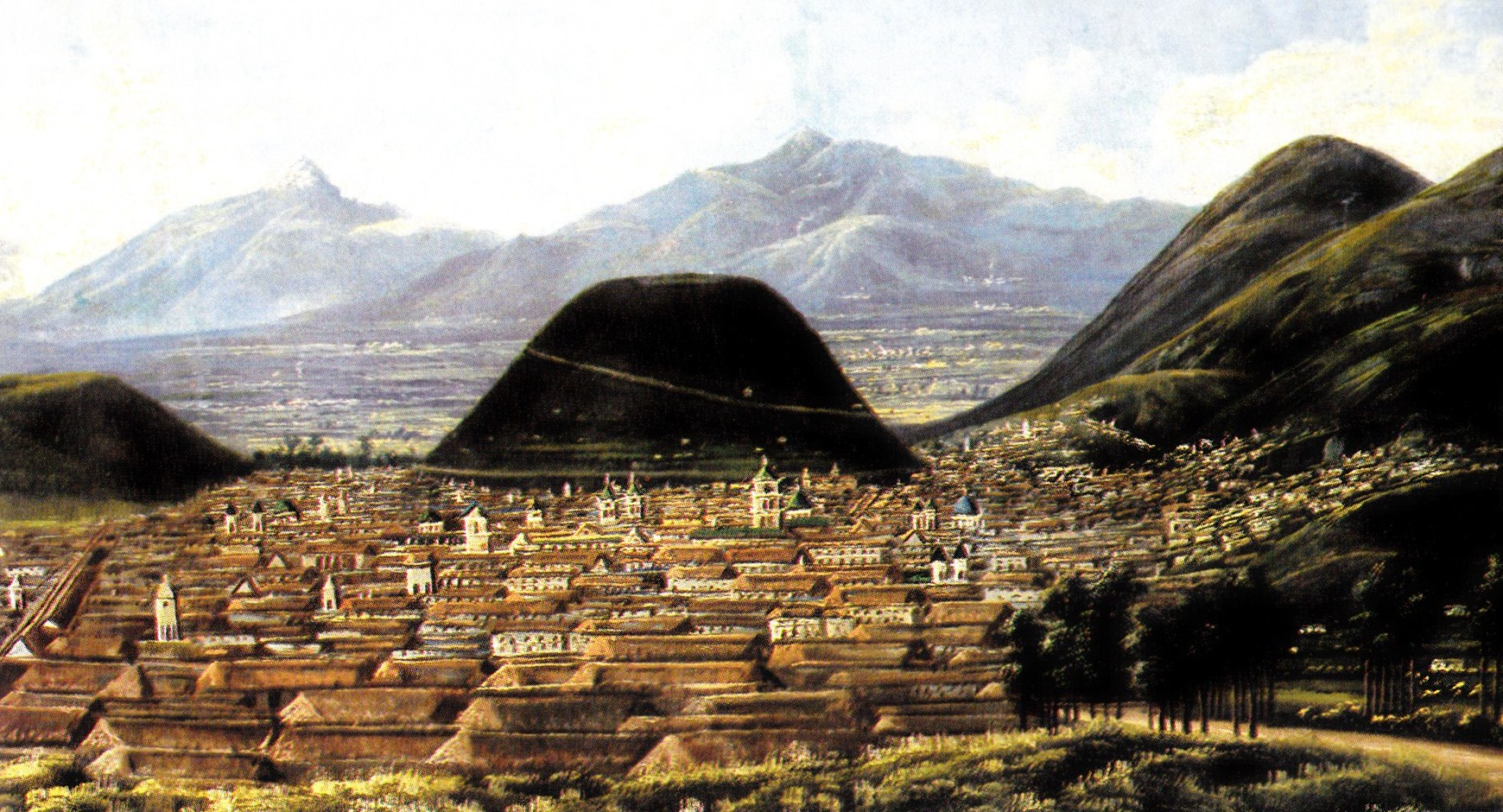
Quito en el por Rafael Salas

A los 18 años de edad contrajo matrimonio en Quito con el Dr. Sixto Antonio Galindo y Oroña, natural de Nueva Granada. La dote de matrimonio se estipuló en 5.000 pesos que le fueron entregados a Galindo por la novia. Él se encargó de hacerle continuar su educación literaria permitiendo la lectura de toda clase de libros, incluso aquellos que la colonia había prohibido por diversas causas. Dio a luz a un hijo al que llamó Santiago, su madrina fue Rosa de Ascázubi y Matheu primera mujer de García Moreno. Poco después el Dr. Galindo viajó a Guayaquil llamado por su concuñado el coronel Sebastián Medina, casado con Josefina Veintimilla, única hermana de Dolores; así pues, el matrimonio y su tierno niño se establecieron en el puerto principal.
En esta época produce dos composiciones "A Carmen, remitiéndole un jazmín del cabo" y "A la misma amiga" ambas dirigidas a Carmen Pérez Antepara, poeta. Buena parte de su poesía muestra "la insatisfacción de un corazón que no era amado a la medida de lo que amaba" y por ello escribió "Quejas", "Sufrimientos", "Aspiración", "Anhelo" y "Desencanto" dentro del género romántico; muy popular en esa época.

### Vida en Cuenca
En mayo de 1854 se fue a Cuenca con su esposo e hijo, alquilando un departamento en casa de Josefa Ordóñez. Tiempo después su esposo viajó a Centroamérica por el llamado de unos paisanos, con la ilusión de mejorar en el desempeño de su profesión de médico, dejándola sola y entre gente extraña; sin olvidarla es así que mensualmente  le remesaba dinero a través de la casa Comercial "Estrada" de Guayaquil. ¿Por qué Galindo la dejó en Cuenca y no en el Puerto donde ella tenía a su hermana casada o en Quito con su madre? En ambos sitios hubiera estado Dolores bien acompañada y atendida. ¿Acaso el Dr. Galindo no se llevaba con su familia política?. Otro aspecto importante en la conducta de este colombiano es que nunca estaba mucho tiempo en un sitio determinado. ¿Sería un inestable emocional, un dromomaníaco o simplemente un aventurero? Estas preguntas y otras más aún no las contestan los documentos. Dolores inició en Cuenca una vida activa e intelectual rodeándose de jóvenes honestos y de personas de edad, todos ellos literatos y poetas, a quienes recibía en su departamento y con quienes charlaba y leía en inocentes tenidas. Entre los jóvenes que la visitaban anotamos a Antonio Merchán y García, Tomás Rendón Solano, Manuel A. Toral, Luis Muñoz, León Morales y Vítores y entre los de edad el Dr. Vicente Salazar y Lozano, que meses después moriría haciéndose acreedor a una "Nota Necrológica" de Dolores, amiga de sus hijas. Igualmente el Dr. Benigno Malo, el Dr. Mariano Cueva, Miguel Ángel Corral y Francisco Eugenio Tamariz, es decir, lo más apreciado de la sociedad y de la intelectualidad morlaca.

### Testigo de ejecución e inicio de una disputa
En el "Álbum Literario" de Dolores, Benigno Malo escribió "Yo me limito a estimar en Ud. a la amiga, a la ecuatoriana que recuerda ciertos rasgos nobles de Penélope. Yo prefiero la virtud a la belleza y al genio ¿Y quien no preferiría el cielo a la tierra?" Frase que constituye el mejor certificado de su conducta viniendo de tan ilustre republicano. Y así transcurrieron algunos meses, pero un día su casera se disgustó con ella (quizá por el atraso en los pagos del arrendamiento) y ordenó sacar los muebles de la casa. Dolores y las dos personas  que vivían con ella - una mujer, Jacoba Monroy, en calidad de "sirivienta-cocinera", y un niño de seis años , de nombre Mariano como "criado chico" se cambiaron a un departamento modesto situado en el segundo piso, -dos alcobas, una sala con ventanas a la calle, cuya propietaria era Josefa Peñafiel situada en la misma calle "Bolívar", ocurriendo entonces el fusilamiento de un indígena llamado Tiburcio Lucero, acusado del delito de parricidio. Era el 20 de abril de 1857 y Lucero fue sacado con escolta, cubierto de una túnica blanca manchada de rojo, crucifijo en mano y rodeado de varios sacerdotes que recitaban preces. El patíbulo se había levantado en la plaza de San Francisco, abarrotada de curiosos. Dolores había concurrido con varias amigas y ocupaba lugar preferente, desde allí vio a Lucero cuando éste trató de arrojarse sobre su esposa y cinco hijos, uno de ellos de pecho, que presenciaban la escena; pero la guardia impidió tal efusión de afectos y poco después Lucero caía fusilado, dispersándose la concurrencia.

### Afectación y posterior suicidio
De regreso en su casa, dolida por lo que había presenciado tomó la pluma y escribió "'Necrología" un 27 de abril de 1857, en una hoja suelta, protestando contra la pena de muerte y pidiendo al "Gran Todo" que una generación más civilizada y humanitaria venga a borrar del Código de la Patria, dicha pena. "Veintimilla escribe no solo desde la impresión sensible que le causa la ejecución de la pena de muerte, sino desde las reflexiones que le genera el hecho de quitar la vida a un ser humano perteneciente a una clase menos favorecida, cabeza de familia y que esta sea una decisión racional."

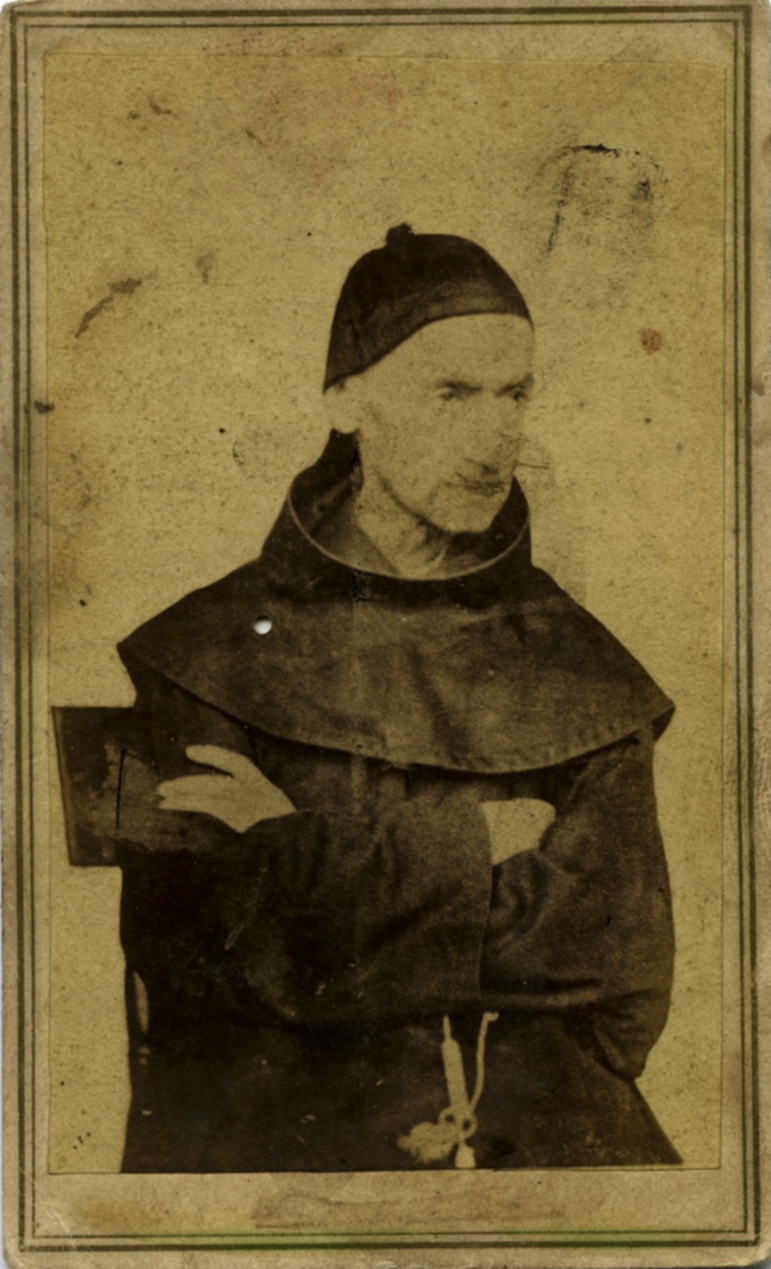
Fray Vicente Solano

El 5 de mayo del mismo año circuló otra hoja conteniendo una réplica bajo el título de "Una graciosa Necrología", suscrita por "Unos colegiales" siendo su autor el canónigo Dr. Ignacio Marchán, religioso torpe y vehemente, discípulo de fray Vicente Solano, a quien de paso, menciona. La hoja la acusaba de ser panteísta porque al referirse a Dios escribió "El Gran - Todo"; además "asocia la feminidad con la ignorancia y califica la publicación como un pobre ejercicio que despedaza y mancha el idioma, y como una ridícula pretensión  de analizar una problemática ya resuelta y fuera del ámbito femenino." Por cómo estaban las cosas alguien aconsejó a Dolores que conteste a Marchán con otra hoja que salió el 9 de mayo, con el pomposo título de "Otro campanillazo", en donde deja en claro la ridiculez de los argumentos con la que es atacada y manifiesta su discrepancia con la estandarización social.
Vencida por las penas y los fracasos, fue hallada muerta el 23 de mayo de 1857 debido a la ingesta de cianuro, tenía apenas 28 años de edad; escribió a su madre una nota, sus palabras parecían una bofetada de vuelta: “Mamita adorada, perdón una y mil veces; no me llore; le envío mi retrato, bendígalo; la bendición de la madre alcanza hasta la eternidad. "Cuide a mi hijo... Dele un adiós al desgraciado Galindo”. El cuerpo fue enterrado en la quebrada de Supay-Guayco, donde se enterraba a los considerados impíos o personas que carecían en la fe en Dios. Un año después llegó el Dr. Galindo, él siguió un juicio para que la iglesia permita el entierro en sagrado. Entonces se logró probar que Dolores había sido católica, su confesor era el Dr. Vicente Cuesta, su suicidio se había debido a "una ligera enajenación mental". Obtenida la sentencia se trasladaron sus restos en una urna que costeó el viudo, a la bóveda que aún ocupa.

### Polémica con la iglesia
Dolores Veintimilla enfrentó serias complicaciones con la Iglesia debido a su postura progresista y sus críticas hacia las injusticias sociales. Un ejemplo clave fue su oposición pública a la pena de muerte, especialmente en el caso de un indígena condenado. En su artículo "Carta a un sacerdote", cuestionó la influencia de la Iglesia en decisiones judiciales, lo que desató fuertes críticas de la sociedad conservadora. 
La Iglesia, junto con sectores tradicionales, la señaló por desafiar los valores establecidos, sometiéndola a un fuerte escrutinio público. Estos ataques, sumados al rechazo social, influyeron en el aislamiento emocional que la llevó a su trágico final. Por esta razón, después de muerta recibió el último manifiesto de ofensa de Solano, que en "La Escoba", el 21 de octubre escribió "Esta mujer con tufos de ilustrada había hecho apología de la abolición de la pena de muerte".

## Obras

### Pérdida de obras
Dolores había escrito mucho, sin embargo por haber quemado la mayor parte, se perdió una fracción importante de su obra. Se salvaron unos sonetos casi de milagro y fueron recogidos por su amigo Antonio Marchán. En 1886 se editaron cuatro de ellos en "La Lira Ecuatoriana" y su autor Vicente Emilio Molestina los colocó detrás de los de Olmedo, porque generacionalmente Dolores inauguró el romanticismo en el Ecuador, cerrando el neoclasismo. En 1874 Federico Proaño publicó dos más en Guayaquil. "La Nueva Lira Ecuatoriana" de Juan Abel Echeverría que dio otros cuatro poemas. En 1880 Amadeo Izquieta publicó en "La Palabra" la composición en prosa titulada "Mi fantasía". En 1908 Celiano Monge dio la más completa versión de su producción y el escrito "Recuerdos".
Uno de sus versos más conocidos es el poema Quejas:

¡Y amarle pude....Al sol de la existencia

Se abría apenas soñadora el alma...
Perdió mi pobre corazón su calma
Desde el fatal instante en que le hallé.
Sus palabras sonaron en mi oído
Como música blanda y deliciosa;
Subió a mi rostro el tinte de la rosa;

Como la hoja en el árbol vacilé.
Quejas - Dolores Veintimilla

### Escritos y ediciones
La primera edición autónoma de las obras de Dolores Veintimilla fue editada en 1898, en Quito, por Celiano Monge, bajo el título Producciones literarias. Monge incluye en su libro piezas en prosa y poemas. Dos textos en prosa aparecen bajo los títulos Fantasía y Recuerdos, y tienen carácter autobiográfico. Las poesías aparecen bajo los títulos Aspiración, Desencanto, Anhelo, Sufrimiento, La noche y mi dolor, Quejas, A mis enemigos, A un Reloj, A mi madre, A Carmen y A la misma amiga.
En 2016, María Helena Barrera editó el primer volumen crítico de la obra de la poeta, bajo el título De ardiente inspiración: obras de Dolores Veintimilla. Este libro difiere considerablemente de aquel de Monge, al utilizar fuentes originales, primarias y secundarias, como base de las transcripciones de los poemas y de los textos en prosa. De igual forma el poeta G. h. Mata haría un estudio de su obra en 1968 titulado simplemente "Dolores Veintimilla".

## Legado y memoria

### Feminismo en Ecuador
Los orígenes del feminismo en Ecuador se dan desde los escritos de Dolores, quien a finales del siglo XIX ya escribía a favor de los derechos de la mujer; a ser libre de decidir por su propia voluntad. En sus poemas levantó su voz de protesta en contra de la Iglesia, por los perjuicios regidores de las normas que una mujer debía cumplir. Para ella se hace evidente que no hay espacio en la sociedad para una mujer que piensa, que discrepa sobre lo instituido y que se atreve a escribir sobre ello.
Su actitud creativa y crítica trascendió el ambiente de las tertulias con la publicación en la prensa de Cuenca que generó antipatía, por parte de varios sectores de la sociedad, ya que cuestionó varios aspectos de la pena de muerte, a tono con las inquietudes del romanticismo social y su preocupación por los llamados "desheredados".

### Biógrafos
El primer biógrafo de Dolores Veintimilla fue el intelectual peruano Ricardo Palma, quien diera a conocer un ensayo sobre la poeta en un folleto titulado Dos poetas: apuntes de mi cartera, publicado en 1861.
Otros autores redactaron textos que incluían datos biográficos sobre Veintimilla. De entre ellos se destacan Juan León Mera, Guillermo Blest Gana y Remigio Crespo Toral. Los textos de Blest Gana y de Crespo Toral han sido desvirtuados como ficticios. Nicolás Augusto González la defendió desde Centroamérica, luego Ricardo Márquez Tapia en 1968 dio el primer libro biográfico y entre 1976-1977. Gonzalo Humberto Mata la redescubre en su libro híbrido Dolores Veintimilla asesinada - en el que combina una biografía novelada de la poeta con un recuento crítico de la venalidad de sus detractores. Eudófilo Álvarez tiene un drama psicológico para teatro titulado Dolores Veintimilla de Galindo aún inédito. Marcelino Menéndez Pelayo la elogió, desde España, en el siglo diecinueve. La crítica nacional la ha situado entre las más elevadas voces de nuestra poesía, la mayor del romanticismo y por ser la primera mujer que luchó contra la pena de muerte en el Ecuador y en defensa de la clase indígena; pues, fue una mujer, de intuición genial, en sus ideas sociales y literarias. El trabajo biográfico más reciente sobre Veintimilla se titula Dolores Veintimilla más allá de los mitos, de María Helena Barrera. Publicado en 2015, es el primer libro de no ficción a su respecto basado en los originales de los expedientes judiciales seguidos después del suicidio de la poeta.